# 祖式元信
祖式 元信（そしき もとのぶ）は、戦国時代から江戸時代前期にかけての武将。祖式氏は石見国邑智郡祖式を本拠とする国人で、毛利氏の家臣、長州藩士。父は祖式友兼。兄に祖式元安、祖式長好、祖式長兼。

## 生涯
永禄7年（1564年）、祖式友兼の四男として生まれ、毛利輝元に側近として召し出されて別家を興し、輝元と秀就の二代に仕えた。
文禄元年（1592年）から始まる文禄の役では、兄の元安と共に、輝元に従って朝鮮へ渡った。
朝鮮の「かかい」の城を攻撃した際の負傷により保養していた元安が城内が弱っていることを見付け、元信に城へ乗り込むよう申し付けた。これによって元信は諸手に勝って城へ乗り込み、元安と共に感状を与えられた。
慶長10年（1605年）12月14日、同年の五郎太石事件の後に毛利氏家臣団や有力寺社の総勢820名が連署して毛利氏への忠誠や様々な取り決めを記した連署起請文において、123番目に「祖式三左衛門尉」と署名している。
寛永17年（1640年）4月27日、77歳で死去。後を嫡男の就辰が継いだ。